# Лакнея
Лакнея — річка в Білорусі у Копильському й Слуцькому районах Мінської області. Права притока річки Случ (басейн Прип'яті).

## Опис
Довжина річки 36  км, похил річки 0,5 м/км , площа басейну водозбіру 274 км² , середньорічний стік 1,2 м³/с . Формується притоками та безіменними струмками.

## Розташування
Бере початок на південній околиці села Сунаї. Тече переважно на південний схід і на південній стороні від міста Слуцьк впадає у річку Случ, ліву притоку річки Прип'яті.